# Roy Chapman Andrews
Roy Chapman Andrews (Beloit, Wisconsin, 26 de janeiro de 1884 – Carmel, Califórnia, 11 de março de 1960) foi um naturalista, zoólogo, cientista, explorador e escritor estadunidense.
Fez uma viagem de exploração ao Alasca em 1908, em 1911-1912 explorou o norte da Coreia. Especializou-se no estudo das baleias e outros animais aquáticos, mas foi a descoberta dos primeiros ovos e fósseis de dinossauros na Ásia que lhe trouxeram maior fama.

## Obras
- Across Mongolian Plains (Atravessando as Planícies da Mongólia), 1921
- On the Trail of Ancient Man (Nas Pegadas do Homem Primitivo), 1926
- The New Conquest of Central Asia (A Nova Conquista da Ásia Central), 1932
- This Business of Exploring (Este Comércio da Exploração), 1935